# آکیو کامیناگا
آکیو کامیناگا (انگلیسی: Akio Kaminaga؛ ۲۲ دسامبر ۱۹۳۶ – ۲۱ مارس ۱۹۹۳) جودوکار اهل ژاپن بود.
وی در مسابقات کشوری و بین‌المللی در مجموع برندهٔ ۲ مدال نقره شده‌است.